# 京本政樹
京本政树（1959年1月21日—）是日本大阪府吹田市出身的演员、歌手、艺人及吉他手。他曾经演出过多种电视剧集及电影系列，包括《新里见八犬传》、《飞女刑事》、《假面骑士BLACK》、《超人力霸王葛雷》（aka Ultraman Towards The Future）、《甜心战士》、《恰克与飞鸟》、《大江户搜查网》、《水户黄门》、《毛利元就》、《高校教師》、《甜甜小公主》、《冠军大胃王》、《超人力霸王迪卡》、《超人力霸王帝納》、《新新好男人》、《牙狼GARO》、以及最近演出的《81diver》。另外，他在《牙狼GARO》及《牙狼GARO特别版 白夜的魔兽》的原声大碟之中，唱出了首两个片尾曲，而GARO Project制作成员则主唱该剧的最后两个片尾曲以及特别版的片尾曲。也有參加大胃女王吃遍日本節目。長男為傑尼斯事務所的團體SixTONES的京本大我。

## 家族關係
- 妻子為前偶像團體CanCan的山本博美，兩人育有一子，兒子為傑尼斯事務所團體SixTONES的京本大我。
- 與小池徹平有姻親關係（妻子與小池的父親是表親）。

## 外部連結
- 京本政樹公式HP「羅刹那.COM」 （页面存档备份，存于）
- ESP「SAMURAI GUITAR SPIRITS （页面存档备份，存于）
- （株）Ryus-up（リューズ・アップ） （页面存档备份，存于）
- 株式会社トライスクル エンタテインメント （页面存档备份，存于）
- 京本政樹 -Speak- （页面存档备份，存于）
- Masaki Kyômoto在互联网电影资料库（IMDb）上的資料（英文）
- 京本政樹 - NHK人物録